# Jim Murray
 (juillet 2024).
Si vous disposez d'ouvrages ou d'articles de référence ou si vous connaissez des sites web de qualité traitant du thème abordé ici, merci de compléter l'article en donnant les références utiles à sa vérifiabilité et en les liant à la section « Notes et références ».
Pour les articles homonymes, voir Murray.
Jim Murray (né le 13 novembre 1957 est un journaliste et écrivain britannique. Il est reconnu pour ses écrits sur le whisky et notamment pour son livre mis à jour annuellement La Bible du Whisky de Jim Murray, Jim Murray's Whisky Bible.

## Ses débuts
Jim Murray est né à Merstham, dans le Surrey. Il se lance dans le journaliste dès son jeune âge, écrivant pour des journaux locaux. Il présente sa propre émission de télévision (Murray on Monday) sur un canal régional alors qu’il n’est âgé que de seize ans. Il y commente l’actualité sportive locale et régionale. Sa passion pour le sport culmine avec la parution de son premier livre, Millwall: Lions of the South, publié en 1988 et qui a pour sujet le club de football anglais Millwall FC.
Jim Murray devient ensuite journaliste au Sunday People et au Daily Star, deux journaux d’échelle nationale. En 1992 il quitte Fleet Street après 13 ans de journalisme pour devenir écrivain à plein temps avec comme sujet exclusif le whisky.

## L’écrivain du whisky
Il a visité sa première distillerie, Talisker, en 1975. Il entreprend ensuite de visiter autant de distilleries qui lui est possible en allant même jusqu'à travailler dans certaines d'entre elles pendant son temps libre.
En 1994 Jim Murray publie son premier almanach, Jim Murray's Irish Whiskey Almanac, le premier d’une très longue série de livres sur le whisky. Il devient rapidement une des plus grandes autorités et une des plus influentes personnes sur le whisky. Ce livre a été revu et augmenté trois ans plus tard et republié sous le nom de Classic Irish Whiskey (1997).
Jim Murray a gagné le prix Glenfiddich du meilleur écrivain du whisky de l’année par trois fois. Il est reconnu pour son indépendance et son honnêteté face aux grandes entreprises du secteur. Pour protéger ses écrits il a fait de son nom une marque.
La bible du Whisky de Jim Murray est un projet littéraire en cours, dont la première publication a eu lieu en 2003. C'est un petit guide compact qui recense et note tous les whiskies fabriqués dans le monde, à quelques notables exceptions. Par exemple, dans l’édition 2009, ne figure aucune note de dégustation pour la version la plus répandue du Lagavulin, le 16 ans d’âge embouteillage officiel. De plus la plupart des embouteillages de Signatory Vintage sont absents. Chaque whisky est gouté par Murray et noté sur un barème de 100 points. Ce total reflète quatre critères clés, le nez, la bouche, la finale et l’équilibre qui chacun sont notés sur 25 points. Avec chaque nouvelle édition de la Bible du Whisky, Murray apporte les notes de dégustation d’environ mille nouvelles versions ou nouveaux produits et quatre mille dégustations revues et corrigées.
Sa crédibilité est cependant souvent mise à mal, du fait du titre de son livre ("Bible") pouvant être considéré comme prétentieux, et surtout de son amour pour la distillerie Ardbeg, dont il récompense chaque année dans sa bible une des bouteilles. Si sa bible se vend donc très bien, dans les forums spécialisés,, ou il est considéré comme l'expert mondial du whisky, bien que souvent décrié.
En complément de ses activités littéraires, Jim Murray est juge lors des IWSC (International Wine and Spirit Competition). Il est aussi consultant en blending.

### Controverse
Depuis 2005, Jim Murray est accusé d'avoir des conflits d'intérêts concernant les whiskies qu'il récompense. En effet, alors qu'il se targue d'être indépendant, il donne de très bonnes notes de dégustation pour certaines distilleries japonaises qui le payent par ailleurs pour être consultant. D'ailleurs, il a depuis arrêté de noter pour Whisky Magazine. Il aurait également été payé par Balvenie et au moins une autre distillerie américaine.
Sa façon d'utiliser le système de notation sur 100 est également décrié, donnant l'impression qu'il aide à la notoriété de certains whiskies en leur donnant une note presque parfaite.